# Бион (програма)
Изкуствените спътници Бион или космическата програма Бион, също наричана Биокосмос се състои от серия съветски (по-късно на ОНД) биосателити. Те са част от сателитите Космос.
Съветската биосателитна програма започнала през 1966 с Космос 110 и продължила през 1973 с Космос 605. Съдружието между СССР И САЩ започнало пред 1971, с подписването на Американо-Съветското научно-приложно споразумение (което включва и съдружие в космическите изследвания).
Космическия кораб Бион се базира на разузнавателния сателит Зенит и изстрелването започнало през 1973 с основно наблягане на проблемите на радиационните ефекти върху човешки същества. Изстрелванията в програмата включват Космос 110, 605, 670, 782 плюс модула Наука летял с разузнавателните сателити Зенит-2М. 90-те килограма оборудване може да се съдържа във външния модул Наука
Съветско/Руската програма Бион предоставя на американските изследващи платформа за изстрелването на Основната Космическа биология и биомедицинските експерименти в космоса. Програмата Бион, която започнала през 1966, включвала серия от мисии, които провели експерименти с примати, гризачи, насекоми, клетки и растения в непилотирания биосателит на околоземна орбита. НАСА имала връзка с програмата през 1975 и участвала в 9 от 11-те мисии на Бион. Участието било прекратено с изстрелването на 11-а мисия на Бион през декември 1996.
Космически апарати от серията Бион
- Космос 110, 1966
- Бион 1, Космос 605, 1973
- Бион 2, Космос 690, 1974
- Бион 3, Космос 782, 1975
- Бион 4, Космос 936, 1977
- Бион 5, Космос 1129, 1979
- Бион 6, Космос 1514, 1983
- Бион 7, Космос 1667, 1985
- Бион 8, Космос 1887, 1987
- Бион 9, Космос 2044, 1989
- Бион 10, Космос 2229, 1992
- Бион 11, 1996